# Xt3
Xt3.com és una xarxa social catòlica i lloc de notícies, establerta per a la Jornada Mundial de la Joventut 2008 a Sydney, Austràlia. El nom significa «Crist en el Tercer Mil·lenni» i és operat per l'Arxidiòcesi de Sydney, amb el suport de l'arquebisbe cardenal George Pell.
Xt3.com té al voltant de 70.000 membres de tot el món.
El lloc web afirma que recolza la visió del Papa Benet XVI de les comunicacions mundials, que abasta noves tecnologies, noves relacions i promou una cultura de respecte, diàleg i amistat, en un entorn que promou la veritat i l'autenticitat de la vida en l'era digital. Xt3 reforça el Missatge per al Dia Mundial de les Comunicacions de 2012, en el qual el Papa demana preguntes autèntiques, reflexió i contemplació autèntiques.
El lloc va ser anomenat «Millor lloc web per a una publicació» als premis anuals de l'Associació de Premsa Catòlica Australiana per a l'Excel·lència a Adelaida el 8 de setembre de 2011.

## Recursos catòlics
Xt3 és un lloc web orientat al contingut, i inclou una biblioteca en expansió de vídeos, entrevistes d'àudio, podcasts, articles impresos i missatges del Vaticà. Altres característiques inclouen un mur de pregària (Prayer Wall), preguntes al sacerdot (Ask a Priest), i una secció especial anomenada iActiv8, que té informació sobre la Jornada Mundial de la Joventut, que la propera se celebrarà a la ciutat de Panamà el 2019.
Xt3 també ha llançat un Smartphone Apps per a dispositius iPhone i Android, incloent una aplicació de calendari d'Advent, així com una aplicació per a la temporada de Quaresma.
A l'octubre de 2012, Xt3 va llançar una biblioteca en línia del Ministeri Juvenil, que permet als ministres juvenils de tot el món accedir als recursos catòlics de manera gratuïta. El desembre de 2012, l'equip xt3 va produir un vídeo d'Advent amb la cançó Gangnam Style, que ha rebut més de 15.000 visites a YouTube des que va ser llançat el 29 de novembre de 2012. Aquest vídeo va aparèixer com un recurs d'Advent al lloc web de la joventut del Vaticà pope2you.net.

## Webcasts
Xt3.com va allotjar la primera difusió per web d'un esdeveniment de l'església catòlica, la transmissió en directe de l'entrega oficial de la Creu i la icona de la JMJ a Roma, el Diumenge de Rams de 2009. Des d'aquesta data, Xt3 ha transmès altres esdeveniments importants, inclosa la canonització de Mary MacKillop el 2010, la Beatificació de Joan Pau II el 2011, la Jornada Mundial de la Joventut 2011 a Madrid, i la inauguració oficial de Domus Austràlia el 19 d'octubre de 2011, amb el Papa Benet XVI.